# Куропатницкий сельский совет
Куропатницкий сельский совет (укр. Куропатницька сільська рада) — входит в состав
Бережанского района
Тернопольской области
Украины.
Административный центр сельского совета находится в 
с. Куропатники.

## Населённые пункты совета
- с. Куропатники
- с. Барановка
- с. Ясное